# H5 (Paralympics)
H5 ist eine Startklasse für Sportler im paralympischen Para-Radsport für Sportler in den Teilsportarten Bahnradrennen und im Straßenradrennen. Die Klasseneinteilung kennzeichnet den wettbewerbsrelevanten Grad der funktionellen Behinderung eines Sportlers. Die Zugehörigkeit von Sportlern zur Startklasse ist wie folgt skizziert:
„Radsportler der Klasse H5 sind fähig, auf den Knien zu hocken und können sowohl Arme wie auch den Rumpf zur Fortbewegung von Handbikes verwenden. Zweiräder oder Dreiräder können aufgrund der körperlichen Beeinträchtigung nicht benutzt werden. Eines der folgenden Minimumkriterien muss zusätzlich erfüllt sein:
- vollständige Querschnittlähmung im unteren Bereich der Brustwirbelsäule (Th11) oder darunter – oder
- doppelte Amputation im Knie oder darunter – oder
- einseitige Amputation oberhalb des Knies oder unterhalb des Knies, zusammen mit weiteren Beeinträchtigungen – oder
- unvollständiger Verlust der Beinfunktion (z. B. unvollständige Querschnittlähmung) – oder
- halbseitige Lähmung mit milder Spastik, die Beine sind stärker beeinträchtigt – oder
- beidseitige Lähmung der Beine mit milder Spastik – oder
- milde bis mäßige Athetose und Ataxie.

Es gilt:
- der Athlet / die Athletin muss auf den Knien hocken und benutzt sowohl die Arme als auch den Rumpf, um das Handbike anzutreiben.“